# Ray Luzier
Ray Luzier (Pennsylvania, 1970.) je američki bubnjar.

## Životopis
Ray Luzier svirao je u supersastavu Army Of Anyone a od 2007. godine član je nu-metal sastava Korn. Prije Army Of Anyone povremeno je nastupao s mnogih gleazbenicima koji su imali problema s pronalaženjem bubnjara ili perkucionista. Članom sastav Korn postao je 2007. godine, kao drugi bubnjar uz Joeyja Jordisona iz sastava Slipknot, ali od 2008. je jedini bubnjar koji se nalazi na uživo koncertima što je 2009. godine donijelo do imena Ray Luzier Korn Drummer. Vijest da je Ray službeno u sastavu saznala se u intervjuu s vođom sastava Davisom, za jedan američki časopis.

## Dikografija
- 2009: TBA, Korn
- 2009: Alone I Play, Jonathan Davis and the SFA
- 2009: Chi Cheng Tribute Song
- 2006: Army Of Anyone, Army of Anyone